# 보성아산병원
보성아산병원(Boseong Asan Hospital)은 보성군에 위치한 아산사회복지재단이 설립한 병원이다.

## 연혁
- 1978년 11월 21일 보성병원 개원
- 2002년 4월 1일 보성아산병원으로 변경